# Lista de episódios de Jonas Brothers (Living the Dream)

## Primeira Temporada
| Série # | Temporada # | Título                                   | Narrado Por | Estreia Original      |
| ------- | ----------- | ---------------------------------------- | ----------- | --------------------- |
| 1       | 1           | To do List                               | Nick        | 16 de maio de 2008    |
| 2       | 2           | The Big Game                             | Kevin       | 23 de maio de 2008    |
| 3       | 3           | Downtime Jonas Style                     | Joe         | 30 de maio de 2008    |
| 4       | 4           | Our Fans Rock                            | Kevin       | 6 de junho de 2008    |
| 5       | 5           | Driver ED                                | Joe         | 13 de junho de 2008   |
| 6       | 6           | Our Mom And Dad                          | Joe         | 20 de junho de 2008   |
| 7       | 7           | Hello Hollywood                          | Joe         | 27 de junho de 2008   |
| 8       | 8           | Health Kick                              | Joe         | 4 de julho de 2008    |
| 9       | 9           | We Are Family                            | Kevin       | 11 de julho de 2008   |
| 10      | 10          | School Rocks                             | Nick        | 18 de julho de 2008   |
| 11      | 11          | Musical Scrapbook                        | Nick        | 25 de julho de 2008   |
| 12      | 12          | Notting Is Gonna Slow me Down            | Nick        | 1 de agosto de 2008   |
| 13      | 13          | Rockstars In Training                    | Nick        | 8 de agosto de 2008   |
| 14      | 14          | We Are The Boss                          | Kevin       | 15 de agosto de 2008  |
| 15      | 15          | Dream On                                 | Kevin       | 22 de agosto de 2008  |
| 16      | 16          | Best Of: Jonas Brothers Living The Dream | Todos       | 5 de setembro de 2008 |